# نان و شراب
نان و شراب (به ایتالیایی: Vino e pane) رمانی اثر اینیاتسیو سیلونه نویسندهٔ ایتالیایی است. این رمان زمانی نوشته شد که سیلونه در تبعید دولت بنیتو موسولینی به سر می‌برد.
کتاب نخستین بار در سال ۱۹۳۶ و به زبان آلمانی چاپ و در سوئیس منتشر شد. در همان سال ترجمهٔ انگلیسی آن در لندن نیز منتشر شد. نسخه ایتالیایی کتاب تا سال ۱۹۳۷ چاپ نشد. پس از جنگ جهانی دوم  در سال ۱۹۵۵ سیلونه نسخه کاملاً متفاوتی از کتاب را به زبان ایتالیایی منتشر کرد.
این کتاب نخستین بار در سال ۱۳۴۵ و با ترجمه محمد قاضی به فارسی برگردانده شد و اولین اثری بود که از سیلونه به فارسی برگردانده شد.
کتاب نان و شراب درباره حکومتی است که با دروغ و نیرنگ آزادی مردم را سلب می‌کند. در این میان مردی درستکار در میان جنگ می‌خواهد همانند به مردم خوبی کند. این کتاب به نقد همدستی نهاد دین با حکومت می‌پردازد.

## تحلیل
نان و شراب داستان ایثار است. مذهب در بطن سوسیالیسم است. هر چند که قهرمان داستان ضد مذهب می‌نماید. اما خود به نوعی، جوهره‌ای از حقیقت مسیح را دارد و این یکی از ریشه‌های ناب و کلاسیک سیلونه است که هر اصالتی را در بطن هر مذهب و هر مکتب سیاسی ارج می‌نهد. سیلونه در قسمتی از کتاب به این مهم اشاره می‌کند و می‌گوید «در همهٔ ادوار و در لوای انواع حکومت‌ها بالاترین کار روح این است که خود را نثار کند تا خود را بجوید. خود را فنا کند تا خود را بازیابد. انسان به جز آنچه می‌دهد نداردؤ. کتاب، تحلیل ژرفِ سیاست جاری و زندگی توده‌ها در رابطه با این سیاست است. تحلیل این تثلیث قدرت: سوسیالیسم - فاشیسم - و کلیسا است.
سراسر اثر حاوی طنزی هوشیارانه و زیرکانه است. به خوبی از عهده نشان دادن خُرافه، جهل، و تعصب مذهبی برآمده است. آن فسادی را که تا عمق استخوان ریشه دوانده شکافته و در ترسیم ایتالیای جهل زده، تاریک، و بی‌فرهنگ که در آن فاجعه یک روشنفکر (مبارز با همه ابعاد فساد) موفق است. ایتالیایی که در آن جایی برای آزاد زیستن جز در خدمت به ظلم، حکومت، و بانک نیست. کشوری که کلیسا در راس مخروط ستم آن قرار دارد و به تبلیغ مذهبی می‌پردازد که جز افیونی برای مردم نیست. مذهبی که واعظین رسمی آن خدمه مؤسسه دنیایی و سرگرم مشغله‌های دنیوی و طبقاتی هستند. از این رو است که یک مبارز متعهد باید اقدام کند و برای جان به‌دربردن از این معرکه گورستانی شوم، جان به مهلکه اندازد و نجات خویش را در قربانی کردن خویش بجوید.
همه تأکید نویسنده بر مراسم عشای ربانی به همین خاطر است. آنجا که از جنگ سخن می‌گوید و آن را محکوم می‌شمارد طنزی سرشار دارد. اندیشه‌های «آکیل گریزپا» دربارهٔ بروز و علت جنگ ایتالیا با انگلستان اگر صد در صد منطقی نباشد و جز طنز به حساب نیاید، نود در صد معقول و عقلایی است. مگر جز این است که جنگ تجاوزگرانه همیشه به خاطر کسب منافع بیشتر رخ داده است؛ و این است طنز گزنده سیلونه که جای ستایش بسیار دارد و از واقعیت جدا نیست. زیرا آدم هوشیار از خود نمی‌پرسد در این طنز چه مقدار واقعیت است بلکه می‌خواهد بداند در هر واقعیت چه مقدار طنز نهفته است.

## قهرمان کتاب
سپینا، قهرمان کتاب هر چند سوسیالیست است اما هرگز موجود حزبی جزم‌اندیش نیست. او تمام مدت در کار نقد و انتقاد از خویش است. هر چند به سوسیالیسم معتقد است؛ اما از هم‌اکنون آتیه آن را تحلیل می‌کند. اینجا نیز همان داستان همیشگی نهضت نظام مطرح است. تا وقتی که یک نهضت به نظام تبدیل نشده پویا است و همیشه برای شنیدن حقیقت گوش، حوصله، و حتی لبخند دارد. اگر از آن سو فاشیسم هیولایی است که بی منطق می‌کوبد و ویران می‌کند، سوسیالیست‌ها که داعیه مبارزه با آن را دارند نیز همان‌طور رفتار می‌کنند. از این رو است که قهرمان داستان «سپینا» تمام مدت در جستجوی یافتن یک پایگاه اصیل و ارزشمند، حرکتی دائم دارد. وجود او به مثابه یک انقلاب دائم است که هر لحظه پویاتر و کاملتر می‌شود.